# 女史箴
《女史箴》为晉文人张华以历代贤妃事迹撰文。晉惠帝時，賈后專權善妒，當時大文學家張華作《女史箴》一文來諷刺她，並藉此教育宮廷婦女。"女史"指宫廷妇女，"箴"则为规劝之意。《女史箴》以历代贤记事迹为鉴戒，被当时奉为"苦口陈箴、庄言警世"的名篇。其後顧愷之繪有《女史箴图》。